# Духовность
Духо́вность — в самом общем смысле — совокупность проявлений духа в мире и человеке. В социологии, культурологии и публицистике «духовностью» часто называют объединяющие начала общества, выражаемые в виде моральных ценностей и традиций, сконцентрированные, как правило, в религиозных учениях и практиках, а также в художественных образах искусства. В рамках такого подхода проекция духовности в индивидуальном сознании называется совестью, а также утверждается, что укрепление духовности осуществляется в процессе проповеди (увещания), просвещения, идейно-воспитательной или патриотической работы.

## В психологии
Проблема духовности в психологии впервые стала рассматриваться в конце XIX — начале XX века в рамках понимающей психологии, представители которой (Вильгельм Дильтей,
Эдуард Шпрангер) делали акцент на изучении человеческой психики в связи с духовными видами деятельности (культура, искусство, этика и др.), а не с естественными науками. В дальнейшем духовность стала предметом изучения аналитической психологии Карла Густава Юнга, в которой духовная культура Запада и Востока анализировалась с использованием концепций коллективного бессознательного и архетипов. Юнг заложил основы психологического анализа религии и алхимии.
Следующим этапом психологического изучения духовности стало её рассмотрение в рамках гуманистической, трансперсональной и экзистенциальной психологии. В психосинтезе Роберто Ассаджоли духовность связана с высшим бессознательным, которое служит источником творческого вдохновения. Абрахам Маслоу рассматривает духовность в связи с пиковыми переживаниями, которые возникают в процессе самоактуализации. Станислав Гроф рассматривает духовность в связи с трансперсональными переживаниями и духовными кризисами. В современных работах по трансперсональной психологии большое внимание уделяется описанию и анализу практик духовного целительства, используемых в шаманизме и других традиционных культурах.
Виктор Франкл считает духовность высшим антропологическим измерением личности, которое он помещает над телесным и психическим измерениями. Альтернативным подходом к проблеме духовности в экзистенциальной психологии является концепция Адриана Ван Каама, который связал духовность с трансцендентностью.
В христианской психологии духовность рассматривается в связи с высшими силами божественной либо демонической природы, которые проявляются в человеческих поступках. При этом существование каких-либо других видов духовности христианская психология отрицает.
В подавляющем большинстве подходов к духовности она рассматривается как явление, выходящее за рамки индивидуальности и связанное со сверхличностными, божественными или космическими силами. Духовность является признаком зрелости личности, вышедшей за пределы своих узких интересов и преходящих ценностей.

## В религии
Духовность в иудаизме может включать практики иудейской этики, иудейскую молитву, иудейскую медитацию, соблюдение Шаббата и праздников, изучение Торы, диетические законы (кашрут), тшува и другие практики. Она может включать практики, предписанные галахой и др.
Католическая духовность — это духовная практика воплощения личного акта веры (fides qua Creditur) после принятия веры (fides quae Creditur). Прогрессивное христианство — это современное движение, которое стремится устранить сверхъестественные утверждения веры и заменить их посткритическим пониманием библейской духовности, основанным на исторических и научных исследованиях. Оно фокусируется на жизненном опыте духовности, а не на исторических догматических утверждениях, и принимает факт того, что вера одновременно истинна и является человеческой конструкцией, и что духовный опыт психологически и на нейронном уровне реален и полезен.
Внутренняя духовная борьба и внешняя физическая борьба — это два общепринятых значения арабского слова джихад: «Великий джихад» — это внутренняя борьба верующего за выполнение своих религиозных обязанностей. Это ненасильственное значение подчеркивается как мусульманскими, так и немусульманскими авторами. Самая известная форма исламской мистической духовности — суфийская традиция, в которой шейх или пир передает духовную дисциплину ученикам. Классические суфийские богословы определили суфизм как «науку, цель которой — исправить сердце и отвратить его от всего остального, кроме Бога».

## В современном западном религиоведении
Духовность в наиболее общих чертах характеризуют как «жизнь, проживаемую в полноте уникального опыта внутренних переживаний человека, в которых могут присутствовать традиционные западные культурные символы» и другие значимые для человека образы. В современных исследованиях, особенно западных, обращается внимание на отсутствие тождества между духовностью и религиозностью. По Айлин Баркер, к примеру, духовность отличается от религиозности тем, что источником последней является внешний мир в виде предписаний и традиций, тогда как источником духовности является внутренний опыт человека. С отделением церкви от государства в эпоху Просвещения в современных обществах всё большее значение приобретает внерелигиозная духовность.